# Leaving Neverland
Pour plus de détails, voir Fiche technique et Distribution.
Leaving Neverland est un film documentaire anglo-américain produit et réalisé par le Britannique Dan Reed, sorti en 2019.

## Synopsis
Le film documentaire, dont le titre fait référence au nom de la propriété du chanteur américain Michael Jackson, revient sur la relation de Wade Robson et James Safechuck avec l'artiste durant leur enfance. Les deux hommes déclarent avoir été victimes d'abus sexuels de la part du chanteur, qu’ils avaient auparavant défendu contre de telles accusations.

## Fiche technique
- Titre original : Leaving Neverland
- Réalisation : Dan Reed
- Montage : Jules Cornell
- Musique : Chad Hobson
- Production : Dan Reed
- Société de production : Amos Pictures
- Sociétés de distribution : HBO et Channel 4 ; M6 (France)
- Pays d'origine :  États-Unis /  Royaume-Uni
- Langue originale : anglais
- Format : couleur - 2.35 : 1 - Dolby Digital - 35 mm[Information douteuse]
- Genre : documentaire
- Durée : 236 minutes (États-Unis) ; 182 minutes (Royaume-Uni et France)
- Dates de diffusion :
  - États-Unis : 25 janvier 2019 (Festival du film de Sundance) ; 3 mars 2019 sur HBO
  - Royaume-Uni : 6 mars 2019 sur Channel 4
  - France : 21 mars 2019 sur M6 (8,8 % d'audience[5])

## Production
À propos de son film, Dan Reed déclare : « C'est une étude détaillée de quatre heures sur la psychologie des enfants victimes d'abus, racontée par l'intermédiaire de deux familles ordinaires qui ont été manipulées pendant 20 ans par un pédophile se faisant passer pour un ami digne de confiance. C’est un masque souvent utilisé par les prédateurs, qu’il s’agisse d’un prêtre, d’un enseignant ou d’un oncle. Cette fois, l'homme derrière le masque se trouvait être Michael Jackson. »

## Accueil

### Présentation et diffusions
Le film est présenté en avant-première au Festival du film de Sundance le 25 janvier 2019. Il est diffusé le 3 et 4 mars 2019 aux États-Unis sur la chaîne télévisée HBO, le 6 et 7 mars au Royaume-Uni sur la chaîne Channel 4 et le 21 mars en France sur M6 (suivi d'un débat auquel participe Dan Reed, s'exprimant en français sans traducteur). La durée du documentaire est réduite lors de sa diffusion hors des États-Unis (près d'une heure en moins).

### Réception
Peu après la diffusion du documentaire, plusieurs stations de radio québécoises et néo-zélandaises décident de retirer les chansons de Michael Jackson de leur programmation. Les producteurs de la série d'animation Les Simpson procèdent au retrait du premier épisode de la saison 3, dans lequel Michael Jackson prêtait sa voix à un personnage, des plateformes de streaming et des prochaines rééditions DVD/BRD. Le chanteur Drake, alors en tournée européenne, prend la décision de ne plus interpréter sur scène la chanson Don't Matter to Me, une chanson dans laquelle il avait utilisé un échantillon de la voix de Michael Jackson. De son côté, la marque Louis Vuitton choisit de ne commercialiser aucun produit de sa dernière collection automne-hiver, qui comportait des références directes à Michael Jackson.
Le film indigne la famille de Michael Jackson, qui porte plainte contre la chaîne HBO. Taj et Brandi Jackson, neveu et nièce de Michael Jackson, donnent de nombreuses interviews sur Youtube expliquant les incohérences des allégations,. La chanteuse Diana Ross prend sa défense. En France, des associations de fans assignent en justice les auteurs du film, invoquant une atteinte à la présomption d'innocence et une atteinte à la mémoire d’un mort. Alors que le parti pris d'un récit unilatéral à charge est revendiqué par le réalisateur, d'autres témoins ayant connu le chanteur alors qu'ils étaient enfants et adolescents, notamment Macaulay Culkin, Corey Feldman et Brett Barnes, nient catégoriquement tout contact sexuel avec Michael Jackson. Par ailleurs, Brandi Jackson, qui est la fille de Jackie Jackson et la nièce de Michael Jackson, affirme avoir entretenu une liaison, d'abord amicale puis intime, avec Wade Robson, durant plus de sept ans, à partir de 1991 — donc durant la période concernée par les allégations d'abus sexuels — et qui aurait été favorisée par Michael Jackson lui-même ; elle remet donc en cause le récit de Wade Robson, qu'elle qualifie d'opportuniste, et par conséquent l'ensemble du documentaire, où elle n'est jamais mentionnée.
Le 15 juin 2024, Robson et Safechuck, avant le début du procès, demandent un accord financier afin d'éviter celui-ci ce qui, pour certains, remet en cause la crédibilité et l'histoire du film.
En raison de la controverse suscitée par le documentaire, le dixième anniversaire de la mort du chanteur donne lieu à une commémoration plutôt discrète,.

### Récompense
Leaving Neverland remporte l'Emmy Award du meilleur documentaire de non-fiction lors de la 71e édition des Creative Arts Emmy,,.